# Павел Павліковський
Павел Александр Павліко́вський (пол. Paweł Aleksander Pawlikowski; нар. 15 вересня 1957, Варшава) — польський режисер і сценарист. Його фільм «Іда» отримав премію «Оскар» за найкращий фільм іноземною мовою у 2015 році. У 2018 році він отримав Приз за найкращу режисуру Каннського кінофестивалю за фільм «Холодна війна».

## Фільмографія
- «Москва—Пєтушкі» (1990)
- «Подорож Достоєвського» (1991)
- «Сербський епос» (1992)
- «Подорож із Жириновським» (1994)
- «Стрінгер» (1998)
- «Останній прихисток» (2000)
- «Літо любові» (2004)
- «Жінка з п'ятого округу» (2011)
- «Іда» (2013)
- «Холодна війна» (2018)

## Особисте життя
Одружений з польською моделлю та акторкою Малгосею Белою.